# Route 138 (Ontario)
Pour les articles homonymes, voir Route 138.
La route 138 est une route provinciale de l'Ontario reliant Cornwall au croisement de l'autoroute 401 à Sainte-Rose-de-Prescott au croisement de l'autoroute 417, 40 kilomètres au nord. Elle s'étend justement sur une distance de 40 kilomètres.

## Tracé
La route 138 débute au croisement de l'autoroute 401 (sortie 789) sur l'avenue Brookdale à l'ouest de Cornwall, à trois kilomètres au nord de l'accès au pont international vers l'état de New York. En fait, l'avenue Brookdale au sud du croisement de l'autoroute 401 constituait auparavant une section de la route 138. 
La route emprunte d'abord une trajectoire vers le nord sur une distance de 0,5 kilomètre jusqu'au croisement du chemin Cornwall Centre où elle suit cette artère vers l'est sur une distance d'un kilomètre avant d'emprunter encore une trajectoire vers le nord rectiligne, et ce, pour le reste de son tracé. Elle traverse les localités de St. Andrews West et de Monkland. Cette section traverse une région semi-agricole, semi-boisée. La 138 se termine finalement au croisement de l'autoroute 417 (sortie 58), soit huit kilomètres à l'est de Casselman. L'autoroute 417 permet d'atteindre Ottawa ou Montréal.

## Intersections
| Route 138          |                         |    |                                     |                                                    |
| District           | Ville                   | km | Intersection/Destinations           | Notes                                              |
| Dundas & Glengarry | Cornwall                | 0  | A-401 , Montréal, Kingston, Toronto | échangeur (Début de la 138 ; sortie 789 de la 401) |
| Dundas & Glengarry | Sainte-Rose-de-Prescott | 40 | A-417, Casselman, Ottawa, Montréal  | échangeur (Fin de la 138 ; sortie 58 de la 417)    |